# 기독교민주당
기독교민주당(基督敎民主黨)은 기독교 민주주의를 이념으로 내세우는 정당이다. 19세기 후반, 독일과 프랑스에서 가톨릭 내부 운동으로 출발하였으며, 그 후 개신교에서도 정당 활동이 전개되었다. 제2차 세계대전 이후 독일(서독)과 이탈리아를 중심으로 크게 발전하여 유럽의 여러 나라에서 주요 정당으로 정권에 참여하였다. 그 명칭은 반드시 기독교민주가 들어가지는 않는다.

## 기독교 민주주의를 내세우는 정당

### 유럽
- 네덜란드 - 기독교민주당 아펠
- 덴마크 - 기독교민주당
- 독일 - 독일 기독교민주연합
- 러시아 - 러시아 기독교민주당
- 세르비아 - 세르비아 기독교민주당
- 스위스 - 스위스 기독교민주인민당
- 프랑스 - 기독교민주당
- 헝가리 - 기독교민주인민당

### 중남미
- 멕시코 국민행동당
- 칠레 기독교민주당
- 브라질 사회민주당
- 볼리비아 기독민주당

### 오세아니아
- 오스트레일리아 기독교민주당

### 대한민국
- 대한민국 기독민주당